# Lymexylidae
Lymexylidae (históricamente llamados Lymexylonidae) también conocidos como escarabajos de madera de barco, son una familia de escarabajos perforadores de madera. Lymexylidae pertenece al suborden Polyphaga y es el único miembro de la superfamilia Lymexyloidea.

## Hábitat y comportamiento

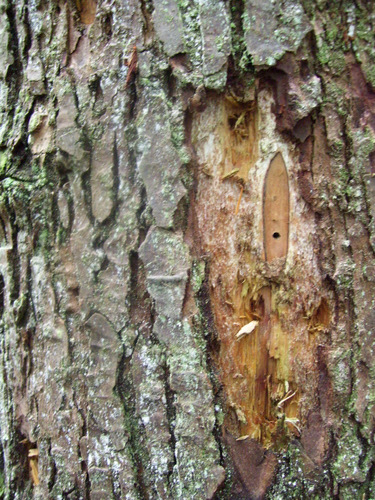
Ejemplo de árbol infestado

Lymexylon, Elateroides y Melittomma son plagas de árboles forestales como el castaño, el álamo y el roble; se pueden encontrar en todo el mundo. Algunas especies causan la descomposición de los árboles vivos y dañan las estructuras de madera como casas y barcos. Las actividades de taladrado de madera ocurren en la etapa de larva, con larvas que dañan tanto la albura como el duramen. Las larvas de Lymexylidae penetran en la madera viva y en descomposición (e.g. castaño, Populus y roble) donde consumen el hongo Endomyces hylecoeti. 

### Relación simbiótica con hongos
Las larvas de Lymexylidae tienen una asociación simbiótica con ciertos tipos de hongos. Los hongos crecen en ambientes protegidos donde son cuidados por las larvas, como los agujeros excavados en la madera y, a cambio, las larvas se alimentan de los hongos.
Específicamente, esta especie ha desarrollado una relación con el hongo Endomyces hylecoeti. Cada huevo que pone la hembra está cubierto con esporas de hongos de una bolsa cerca de su ovipositor. Las larvas eclosionan y posteriormente recolectan algunas de las esporas al permanecer cerca de las cáscaras de huevo durante un período de tiempo, antes de hacer un túnel en la madera. Los hongos crecen en las paredes del túnel creado por las larvas. Las larvas luego consumen el hongo, en lugar de la madera en sí. Como los hongos requieren un flujo de aire para crecer, las larvas aseguran que los túneles estén libres de escombros.

## Morfología

### Adulto
- Miden de 5–40 mm (0.20–1.6 in) de largo; son largos y esbeltos.
- Cabeza corta, generalmente estrechada detrás de grandes ojos que sobresalen formando un cuello leve; superficie punteada, con o sin pozo epicraneal.
- Antenas cortas, 11 segmentadas, filiformes, serradas y, a menudo sexualmente dimórficas.
- Palpo maxilar de 4 segmentos, simple en la mayoría de las hembras, y con segmento apical modificado en un flabellato complejo o un órgano plumoso en los machos.
- Patas esbeltas, moderadamente largas.
- Élitros afinándose individualmente hacia la punta o no; bastante cortos, exponiendo varios terguitos abdominales terminales (1-3 escleritos); todos articulados y movibles.
- Alas con venación bastante completa, célula radial corta o ausente.

### Larva
- De color amarillo blancuzco, alargada, delgada, cilíndrica, con patas cortas pero bien desarrolladas.
- Prognato, stemmata ausente o presente pueden tener manchas ocelares.
- Modificaciones abdominales encontradas en larvas más maduras.

## Clasificación
La superfamilia Lymexyloidea se encuentra actualmente dentro de la serie Cucujoidea. La filogenia interna no ha sido entendida/completada claramente por los expertos. Los datos morfológicos ubican a la familia dentro de Tenebrionoidea, mientras que los datos moleculares la ubican como taxón hermano a Tenebrionoidea y polifilética.

## Especies y géneros
Hay casi 50 especies en 8 géneros, que incluyen:
- El escarabajo de la madera del barco, Lymexylon navale
- Dos especies se encuentran en el este de los Estados Unidos y Canadá: el gusano de la madera de albura Elateroides lugubris (Say) y el gusano de la castaña, Melittomma sericeum.

Lymexylidae contiene los siguientes géneros:
- Atractocerus Palisot de Beauvois, 1801
- Australymexylon Wheeler, 1986
- Elateroides Schaeffer, 1766
- Lymexylon Fabricius, 1775
- Melittomma Murray, 1867
- Melittommopsis Lane, 1955
- Protomelittomma Wheeler, 1986
- Urtea Paulus, 2004